# ريسكو (بطليوس)
بلدية ريسكو (بالإسبانية: Risco)‏ هي إحدى بلديات مقاطعة بطليوس، التي تقع في منطقة إكستريمادورا في غرب إسبانيا.
يبلغ عدد سكانها 150 نسمة وفقاً لإحصائية سنة (2017).

## الموقع
تقع البلدية بين غارلايتوس وسانستاي-سبايرايتوس.